# Zapallar
Zapallar – miasto w Chile, w regionie Valparaíso, w prowincji Petorca, nad Oceanem Spokojnym.